# Медяна Ірина Юріївна
Іри́на Ю́ріївна Медяна — старшина Збройних сил України, учасниця російсько-української війни (з 2014).

## Нагороди
За особисту мужність і героїзм, виявлені у захисті державного суверенітету та територіальної цілісності України, вірність військовій присязі під час російсько-української війни нагороджена орденом «За мужність» III ступеня (22.1.2015).